# Régny
Ne doit pas être confondu avec Regny.
Régny est une commune française située dans le département de la Loire en région Auvergne-Rhône-Alpes.

## Géographie

### Localisation
Commune rurale du Roannais (partie est-monts du beaujolais), Régny est située à 12 km au sud-est de Roanne et à 20 km au nord-ouest de Tarare. Elle est arrosée par le Rhins.
Le territoire communal se trouve au-dessus du bassin houiller de la Loire.
|          | Montagny                     | Saint-Victor-sur-Rhins |
| Pradines | Régny                        | Amplepuis (Rhône)      |
| Neaux    | Saint-Symphorien-de-Lay, Lay |                        |

### Climat
Pour des articles plus généraux, voir Climat d'Auvergne-Rhône-Alpes et Climat de la Loire.
En 2010, le climat de la commune est de type climat océanique dégradé des plaines du Centre et du Nord, selon une étude du Centre national de la recherche scientifique s'appuyant sur une série de données couvrant la période 1971-2000. En 2020, Météo-France publie une typologie des climats de la France métropolitaine dans laquelle la commune est exposée à un climat de montagne ou de marges de montagne et est dans la région climatique  Nord-est du Massif Central, caractérisée par une pluviométrie annuelle de 800 à 1 200 mm, bien répartie dans l’année. 
Pour la période 1971-2000, la température annuelle moyenne est de 10,4 °C, avec une amplitude thermique annuelle de 17,1 °C. Le cumul annuel moyen de précipitations est de 774 mm, avec 10,3 jours de précipitations en janvier et 7,3 jours en juillet. Pour la période 1991-2020, la température moyenne annuelle observée sur la station météorologique de Météo-France la plus proche, « Fourneaux », sur la commune de Fourneaux à 7 km à vol d'oiseau, est de 11,7 °C et le cumul annuel moyen de précipitations est de 900,1 mm,. Pour l'avenir, les paramètres climatiques de la commune estimés pour 2050 selon différents scénarios d'émission de gaz à effet de serre sont consultables sur un site dédié publié par Météo-France en novembre 2022.

## Urbanisme

### Typologie
Au 1er janvier 2024, Régny est catégorisée bourg rural, selon la nouvelle grille communale de densité à sept niveaux définie par l'Insee en 2022.
Elle est située hors unité urbaine. Par ailleurs la commune fait partie de l'aire d'attraction de Roanne, dont elle est une commune de la couronne,. Cette aire, qui regroupe 88 communes, est catégorisée dans les aires de 50 000 à moins de 200 000 habitants,.

### Voies de communication et transports
La gare de Régny, sur la ligne du Coteau à Saint-Germain-au-Mont-d'Or, est desservie par les trains TER Rhône-Alpes reliant Roanne à Lyon.

## Histoire
Des mines d'anthracite sont exploitées dès 1799 sur le territoire communal. L'extraction s'industrialise vers 1818, les mines déclinent progressivement dès 1860 et le dernier puits ferme en 1905.

Le puits Chansselle.
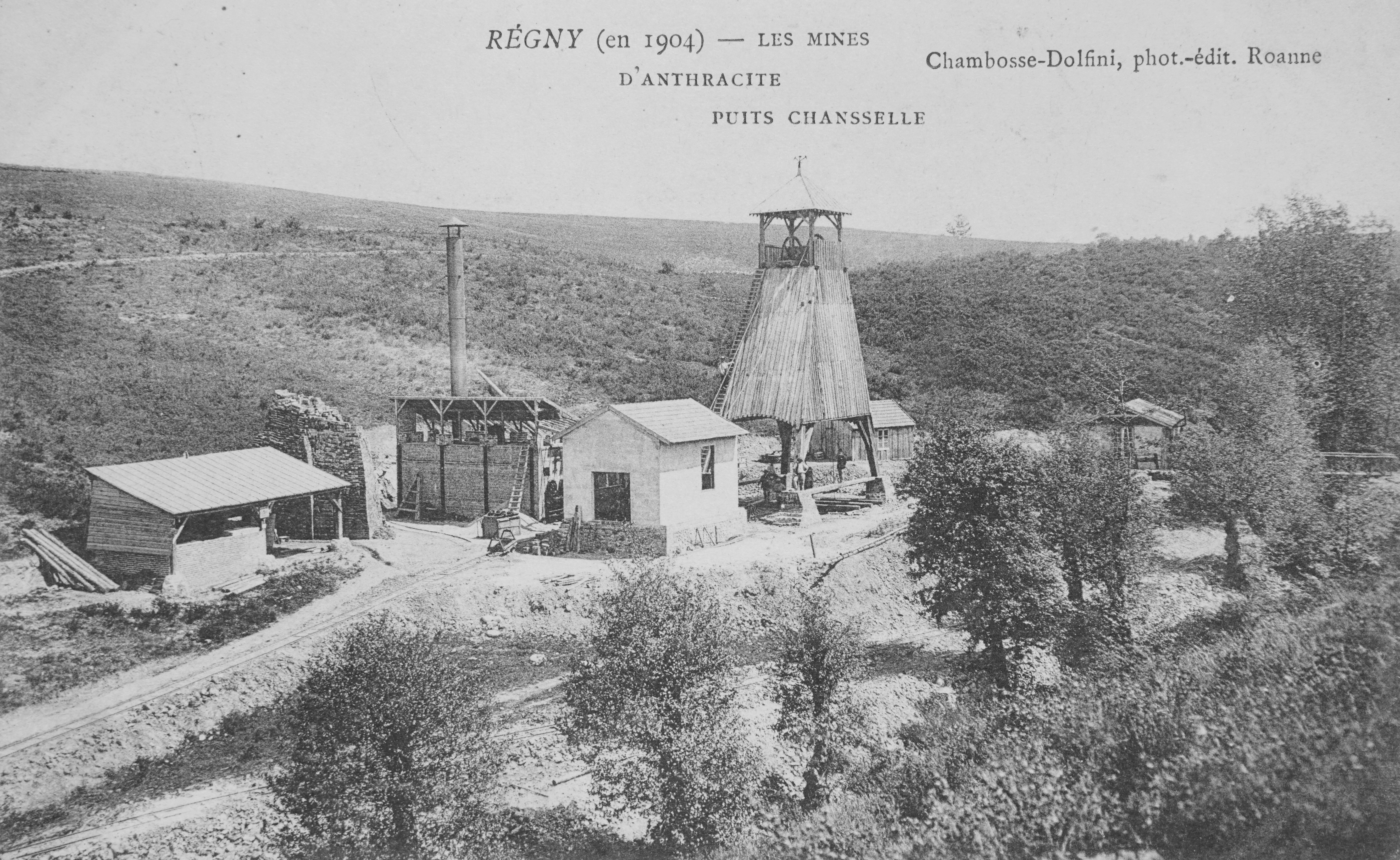
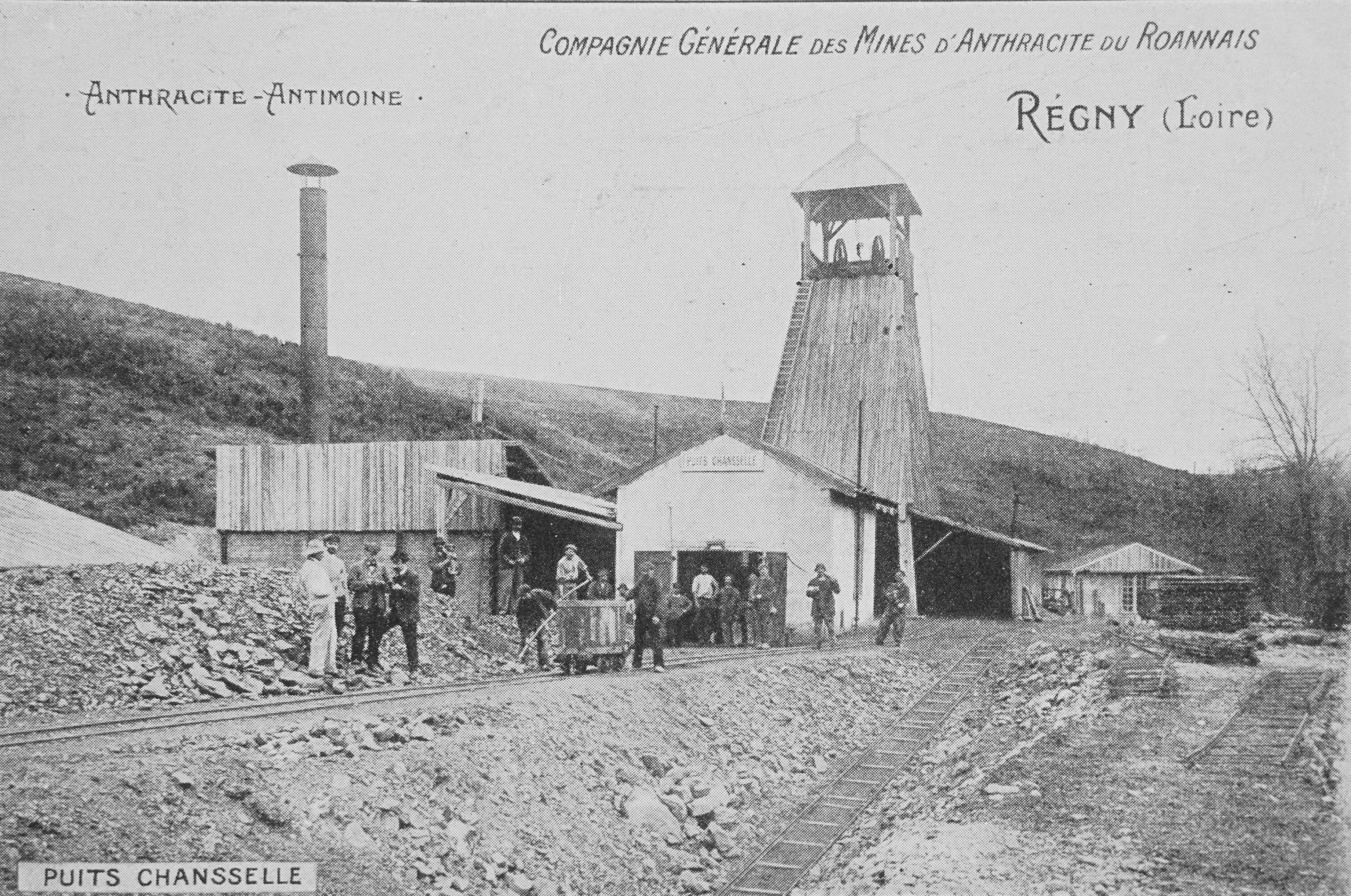

## Politique et administration

### Administration municipale
| Période      | Période         | Identité                                | Étiquette | Qualité                                  |
| ------------ | --------------- | --------------------------------------- | --------- | ---------------------------------------- |
| 1789         | 1790            | Robert-Marie Bissuel                    |           | Président de l'administration municipale |
| 1790         | 1790            | Joseph-Léonard Desvernay dit « l'aîné » |           |                                          |
| 1790         | 1794            | Jean-Claude Vally                       |           |                                          |
| 1795         | 1808            | Joseph-Léonard Desvernay dit « l'aîné » |           |                                          |
| 1808         | 1810            | Claude-Marie Cortey dit « le jeune »    |           |                                          |
| 1810         | 1815            | Claude-Marie Mottin-Montroussy          |           |                                          |
| 1815         | 1830            | Benoit de Ponthus                       |           |                                          |
| 1830         | 1832            | Claude-Marie Mottin-Montroussy          |           |                                          |
| mars 1832    | décembre 1832   | Benoit Veaux « aîné »                   |           |                                          |
| 1832         | 1841            | François Chirat-Dumoulin                |           |                                          |
| 1841         | 1846            | Victor Jean-Baptiste Lagef              |           |                                          |
| 1846         | 1852            | Jean-Baptiste Brillier                  |           |                                          |
| 1852         | 1865            | Victor Jean-Baptiste Lagef              |           |                                          |
| 1865         | 1872            | Jean-Baptiste Brillier                  |           |                                          |
| 1872         | 1876            | Louis Ponthus                           |           |                                          |
| juillet 1876 | 21 janvier 1878 | Calixte de Pina                         |           |                                          |
| 1878         | 1884            | Louis Ponthus                           |           |                                          |
| 1884         | 1900            | Étienne Dalud                           |           |                                          |
| 1900         | 1904            | Jacques Fougerat                        |           |                                          |
| 1904         | 1908            | Amédée Salleix                          |           |                                          |
| 1908         | 1913            | Jacques Fougerat                        |           |                                          |
| 1913         | 1922            | Georges Dron                            |           |                                          |
| 1922         | 1939            | Jacques Fougerat                        |           |                                          |
| 1939         | 1944            | Georges Fouilland                       |           |                                          |
| 1944         | 1947            | Francisque Vachod                       |           |                                          |
| 1947         | 1964            | Jean Devillaine                         |           |                                          |
| 1964         | 1971            | Pierre Fouilland                        |           |                                          |
| mars 1971    | 1979            | Joseph Gervaix                          |           |                                          |
| 1979         | 1982            | Jean Desgranges                         |           |                                          |
| 1982         | mars 2001       | Michel Mathieu                          |           |                                          |
| mars 2001    | 2007            | Pierre Ferrandon                        |           |                                          |
| 10 août 2007 | 21 mars 2008    | Michel Constant                         |           |                                          |
| 21 mars 2008 | En cours        | Jean-François Dauvergne                 |           |                                          |

### Intercommunalité
La commune fait partie de la communauté de communes du Pays entre Loire et Rhône.

## Population et société

### Démographie
L'évolution du nombre d'habitants est connue à travers les recensements de la population effectués dans la commune depuis 1793. Pour les communes de moins de 10 000 habitants, une enquête de recensement portant sur toute la population est réalisée tous les cinq ans, les populations de référence des années intermédiaires étant quant à elles estimées par interpolation ou extrapolation. Pour la commune, le premier recensement exhaustif entrant dans le cadre du nouveau dispositif a été réalisé en 2006.

En 2022, la commune comptait 1 447 habitants, en évolution de −5,36 % par rapport à 2016 (Loire : +1,32 %, France hors Mayotte : +2,11 %).
| 1793  | 1800  | 1806  | 1821  | 1831  | 1836  | 1841  | 1846  | 1851  |
| ----- | ----- | ----- | ----- | ----- | ----- | ----- | ----- | ----- |
| 1 420 | 1 251 | 1 343 | 1 385 | 1 485 | 1 393 | 1 392 | 1 341 | 1 375 |

| 1856  | 1861  | 1866  | 1872  | 1876  | 1881  | 1886  | 1891  | 1896  |
| ----- | ----- | ----- | ----- | ----- | ----- | ----- | ----- | ----- |
| 1 346 | 1 377 | 1 485 | 1 369 | 1 460 | 1 609 | 1 804 | 1 899 | 2 223 |

| 1901  | 1906  | 1911  | 1921  | 1926  | 1931  | 1936  | 1946  | 1954  |
| ----- | ----- | ----- | ----- | ----- | ----- | ----- | ----- | ----- |
| 2 189 | 2 300 | 2 334 | 2 077 | 2 210 | 2 120 | 1 526 | 1 714 | 2 504 |

| 1962  | 1968  | 1975  | 1982  | 1990  | 1999  | 2006  | 2011  | 2016  |
| ----- | ----- | ----- | ----- | ----- | ----- | ----- | ----- | ----- |
| 2 394 | 2 414 | 2 131 | 2 041 | 1 805 | 1 617 | 1 530 | 1 614 | 1 529 |

| 2021  | 2022  | - | - | - | - | - | - | - |
| ----- | ----- | - | - | - | - | - | - | - |
| 1 469 | 1 447 | - | - | - | - | - | - | - |

## Économie
- L'usine de crayons Conté, qui a longtemps été importante dans la région (environ 140 employés tant à l’usine qu’à domicile), est fermée depuis 1986. Elle était installée dans la commune depuis 1856, soit plus de 50 ans après la mort du fondateur de la marque, Nicolas-Jacques Conté[18].
- Créée en 1871, l'usine de tissu éponge Jalla-Descamps est en grande partie délocalisée en 2014[19].

## Culture et patrimoine

### Lieux et monuments

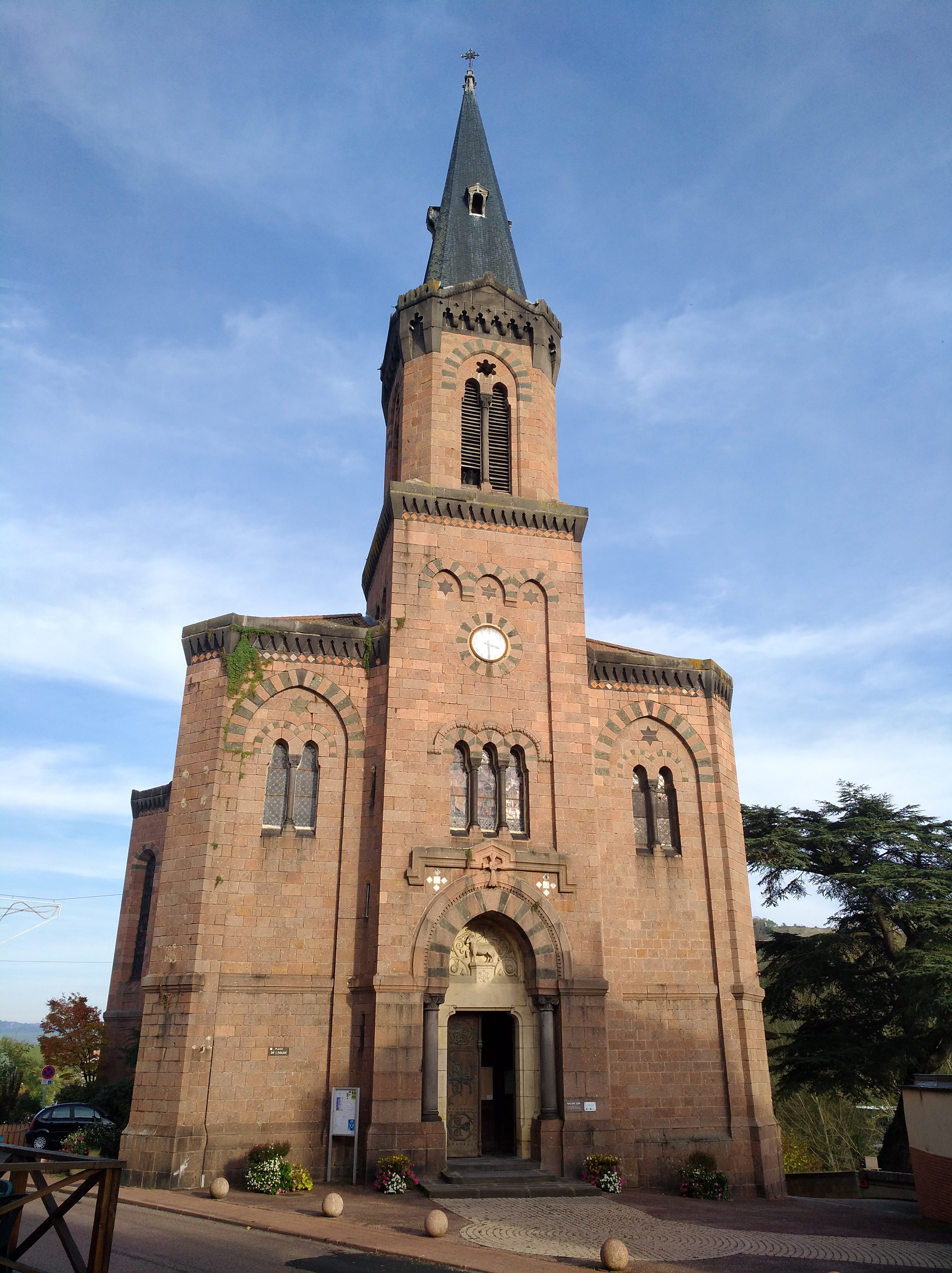
L'église Saint-Julien de Régny.

- Église Saint-Julien de Régny. L'édifice a été inscrit au titre des monuments historiques en 1996[20].

### Personnalités liées à la commune
- Nicolas-Jacques Conté (1755-1805), peintre, physicien et chimiste, connu pour avoir inventé le crayon tel qu'on le connaît encore de nos jours. Son usine s'installa en 1856 sur la commune et ferma en 1986. Une rue et le collège porte son nom.
- Jean-Baptiste Cortay dit Bojolay (1761-après avril 1822), directeur de théâtre à Bordeaux.
- Hippolyte Perras (1804-1870), avocat, homme politique, né à Régny.
- Pierre Bossan (1814-1888), architecte de l'église de Régny[21].
- Georges Fouilland (1900-1944), député, avocat et militant radical-socialiste, assassiné par la Gestapo, maire de Régny où il est né.

### Héraldique
|  | Les armoiries de Régny se blasonnent ainsi : D’hermine à trois bandes d’or chargées de onze coquilles soudées d’argent posées à plomb, 3, 5 et 3. |